# Državna cesta D59
D59 je državna cesta u Hrvatskoj. Ukupna duljina iznosi 53,6 km.
Započinje u Kninu, odvajajući se od D1, te dalje ide prema jugozapadu, uz kanjon Krke, križa se s D56 i D27, te kod Pirovca izlazi na D8.